# 本加爾丹
本加爾丹（羅馬化：Bin Guirdan；又譯班古爾丹）是突尼西亞的沿海城鎮，由梅德寧省負責管轄，位於該國東南部，距離首都突尼斯423公里，毗鄰與利比亞接壤的邊境，2014年人口79,912。